# Martin Cremer
Martin Cremer (* 24. März 1913 in Oberhonnefeld; † 16. Mai 1988) war ein deutscher Bibliothekar.

## Leben
Cremer besuchte das Gymnasium in Neuruppin und studierte Rechts- und Staatswissenschaften in Kiel, Heidelberg und München. Am 1. Juni 1939 promovierte er an der Universität Kiel, wo er auch als Assistent tätig war. Ab 1938 arbeitete er als juristischer Fachredakteur für den F. A. Brockhaus-Verlag in Leipzig. Von 1945 bis 1948 war er als Regierungsrat im Hessischen Kultusministerium tätig. Von 1948 bis 1961 war er Leiter der Westdeutschen Bibliothek in Marburg und von 1961 bis 1977 Direktor des von ihm gegründeten Instituts für Dokumentationswesen in Frankfurt am Main. 1980 wurde er Präsident der Deutschen Schillergesellschaft, des Schiller-Nationalmuseums und des Deutschen Literaturarchivs Marbach.
Er war verheiratet mit Edith, geb. Neven, und hatte drei Kinder.

## Schriften (Auswahl)
- Staatstheoretische Grundlagen der Verfassungsreformen im 14. und 15. Jahrhundert. Leipzig 1939, OCLC 34042923.
- Westdeutsche Bibliothek (Sammlungen der ehemaligen Preußischen Staatsbibliothek). Aufbau und Entwicklung 1946–1949. Marburg an der Lahn 1950, OCLC 464147722.
- Vom amerikanischen Bibliothekswesen. Ein Reisebericht. Marburg an der Lahn 1952, OCLC 902255557.
- (Mitarb.): Deutsches Literaturarchiv, Schiller-Nationalmuseum. Die Institute der Deutschen Schillergesellschaft in Marbach am Neckar (= Marbacher Schriften, Bd. 17). Deutsches Literaturarchiv, Marbach/N. 1982.
- 400 Jahre Kösel-Verlag 1593 - 1994. Kösel, München 1993, ISBN 3-466-10050-X.